# Wilhelm Polthier
Wilhelm Polthier (* 15. März 1892 in Wittstock/Dosse; † 1. April 1961 in Berlin) war ein deutscher Bibliothekar und Historiker.

## Werdegang
Polthier studierte Geschichte, Deutsch und Kunstgeschichte und promovierte 1918 an der Universität Greifswald. Während seines Studiums wurde er Mitglied beim Verein Deutscher Studenten Greifswald. Er war als Bibliotheksrat in Greifswald, Königsberg i. Pr. und Berlin tätig.
Seine umfangreichen Forschungen auf dem Gebiet der brandenburgischen Heimatgeschichte und Genealogie waren Basis für den Aufbau der Sammlung Ortsgeschichte und Genealogie in der Staatsbibliothek zu Berlin.
Die Dr. Wilhelm-Polthier-Oberschule in Wittstock ist nach ihm benannt.